# Ciclone Fanele
O ciclone tropical intenso Fanele (designação do JTWC: 09S) foi um intenso ciclone tropical que atingiu a costa oeste de Madagascar durante a terceira semana de janeiro de 2009. Sendo o sétimo ciclone tropical, o sexto sistema dotado de nome, o primeiro sistema com intensidade equivalente a um furacão e também o primeiro ciclone tropical intenso da temporada de ciclones no Oceano Índico sudoeste de 2008-09, Fanele formou-se a partir de uma área de distúrbios meteorológicos ao largo da costa oeste de Madagascar em 18 de janeiro. Seguindo inicialmente para sudoeste sobre o canal de Moçambique, o sistema começou a se intensificar, se tornando a tempestade tropical moderada Fanele em 19 de janeiro. A partir de então, Fanele começou a seguir para nordeste com a aproximação de um cavado de médias latitudes, e começou a sofrer intensificação explosiva. Fanele atingiu seu pico de intensidade em 20 de janeiro, com ventos máximos sustentados de até 185 km/h, e uma pressão central mínima de 927 hPa. Logo depois, Fanele começou a seguir para sudeste e atingiu a costa de Madagascar mais tarde naquele dia, com ventos de até 165 km/h. Sobre os terrenos montanhosos da ilha malgaxe, Fanele se enfraqueceu rapidamente. Em 22 de janeiro, Fanele alcançou o Oceano Índico como uma desorganizada perturbação tropical. A partir de então, Fanele voltou a se fortalecer ligeiramente, se tornando novamente uma tempestade tropical moderada antes de começar a sofrer transição extratropical ainda naquele dia. Fanele se tornou totalmente extratropical no dia seguinte.
Fanele atingiu a costa oeste de Madagascar em 21 de janeiro, perto da cidade de Belo sur Mer, na província de Toliara. A cidade vizinha de Morondava foi severamente afetada; pelo menos 3.000 pessoas ficaram desabrigadas na cidade. Por toda a província malgaxe, mais de 40.000 pessoas foram afetadas e 8 pessoas morreram como consequência dos efeitos de Fanele pela região.

## História meteorológica

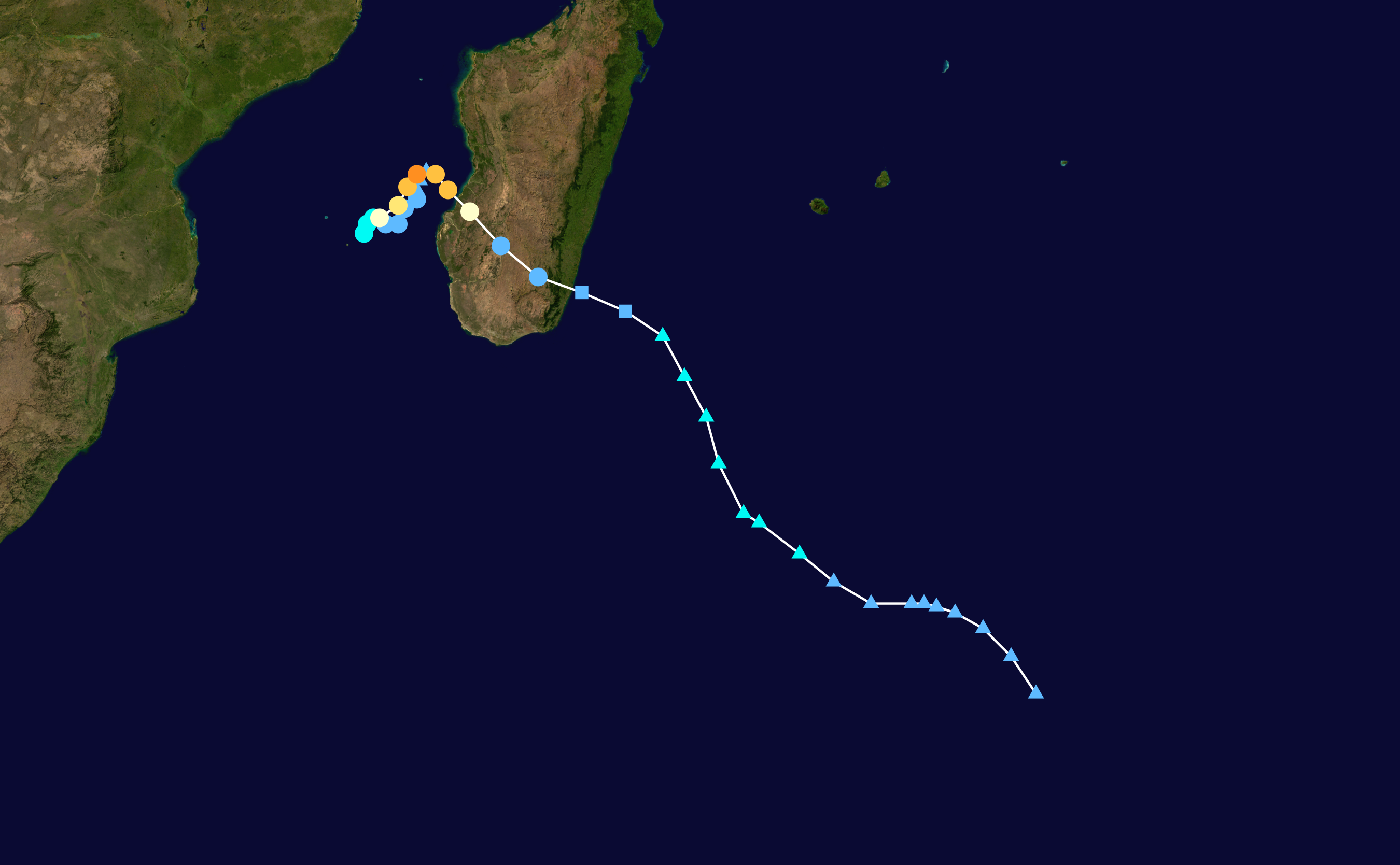
O caminho de Fanele

Uma área de distúrbios meteorológicos acompanhada de uma grande área de baixa pressão formou-se em 16 de janeiro ao largo da costa oeste de Madagascar. Seguindo lentamente para sudoeste sobre o canal de Moçambique, o sistema começou a mostrar gradualmente sinais de organização e, durante a manhã (UTC) de 18 de janeiro, o Joint Typhoon Warning Center (JTWC) emitiu um "Alerta de Formação de Ciclone Tropical" (AFCT) sobre o sistema, mencionando que o sistema poderia se tornar um ciclone tropical significativo dentro de um período de 24 horas. Praticamente ao mesmo tempo, o Centro Meteorológico Regional Especializado (CMRE) de Reunião classificou o sistema para uma perturbação tropical. Continuando a mostrar sinais de organização, o CMRE de Reunião classificou o sistema para uma depressão ao meio-dia (UTC) de 18 de janeiro, assim que o sistema começou a mostrar bandas curvadas de tempestade.
Com condições meteorológicas favoráveis, tais como o baixo cisalhamento do vento, águas quentes e bons fluxos de saída, melhorados por um cavado de médias latitudes situado ao sul de Madagascar, o sistema começou a se intensificar. Durante as primeiras horas (UTC) de 19 de janeiro, o JTWC emitiu seu primeiro aviso regular sobre o ciclone tropical "09S". Permanecendo praticamente estacionário devido à ruptura das correntes profundas de vento causada pela tempestade tropical Eric, situada ao nordeste do sistema naquele momento, o sistema tropical continuou a se intensificar e, horas depois do sistema ter sido classificado para uma depressão tropical, o CMRE de Reunião classificou-o para a tempestade tropical moderada Fanele. A partir de então, Fanele começou a sofrer rápida intensificação. Mais tarde naquele dia, Fanele já exibia bandas de tempestade bem definidas, que rodeavam o seu centro ciclônico. Com excelentes condições meteorológicas, já era possível a detecção de um olho tipo "buraco de alfinete" no centro das áreas de convecção. Com isso, o CMRE de Reunião classificou Fanele para uma tempestade tropical severa. A rápida intensificação continuou naquele dia assim que Fanele começou a seguir para nordeste devido ao efeito Fujiwara com a tempestade tropical Eric e o sistema se tornou um ciclone tropical, uma classificação do CMRE de Reunião que equivale a intensidade de um furacão, durante as primeiras horas (UTC) de 20 de janeiro. A rápida intensificação continuou assim que os fluxos externos ficaram radiais e Fanele foi classificada pelo CMRE de Reunião como um ciclone tropical intenso, o primeiro da temporada, horas depois. Fanele atingiu seu pico de intensidade durante a tarde (UTC) de 20 de janeiro, com ventos máximos sustentados de 185 km/h.

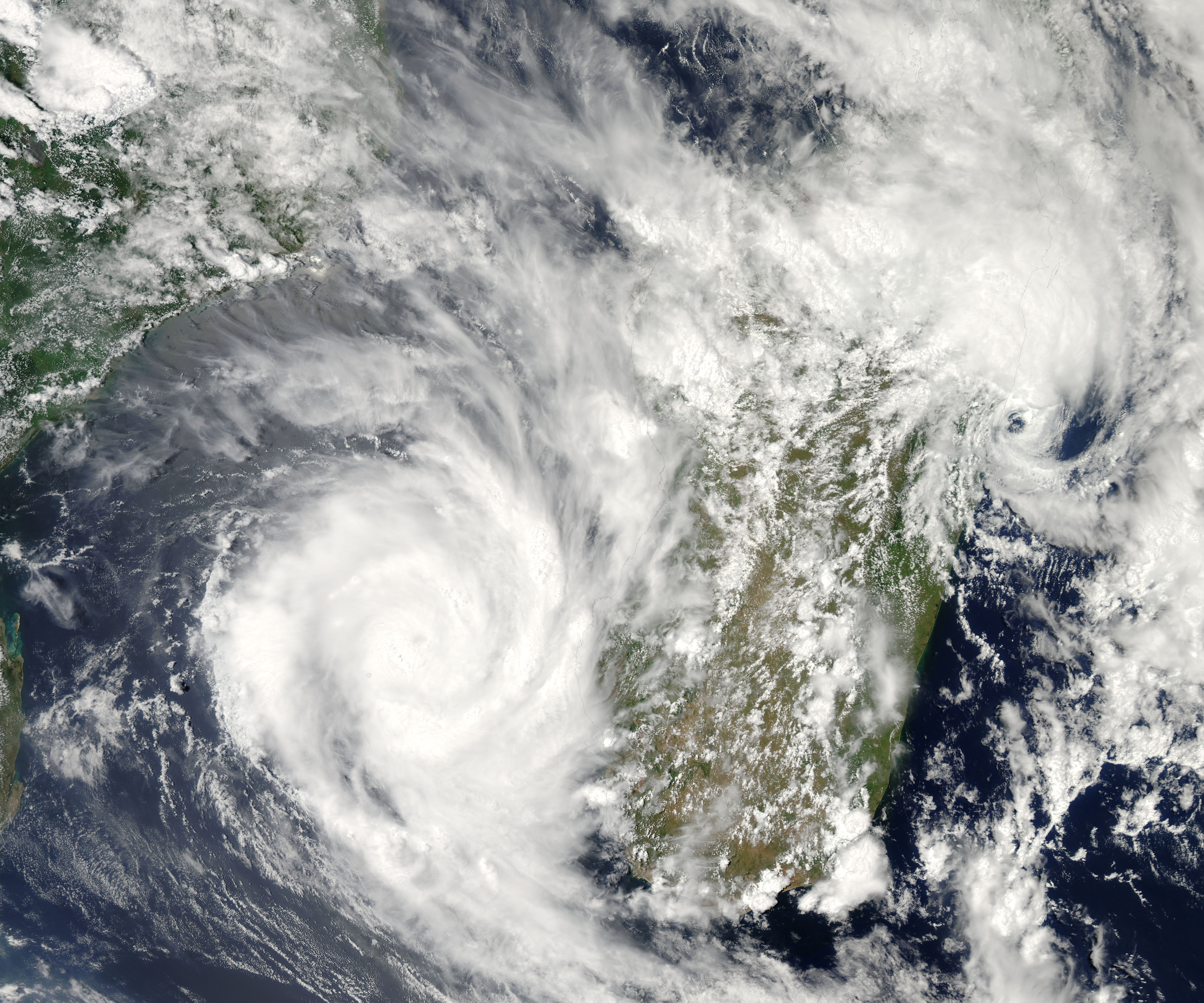
O ciclone Fanele em 19 de janeiro

A partir de então, as áreas de convecção profunda começaram a se degradar e a ficar menos definidas assim que a circulação ciclônica de Fanele começou a se interagir com a costa oeste de Madagascar. Um ciclo de substituição da parede do olho começou assim que Fanele começou a seguir para leste e para sudeste assim que o cavado de médias latitudes se aproximava do sistema. Porém, o ciclo não foi completado pois Fanele já tinha feito landfall na costa oeste de Madagascar, perto da pequena cidade de Belo sur Mer, na província de Toliara, com ventos máximos sustentados de 175 km/h. Seguindo para sudeste devido à aproximação de um cavado de médias latitudes, Fanele começou a se enfraquecer assim que seguia pelo interior malgaxe. Com isso, o CMRE de Reunião desclassificou Fanele para uma depressão sobre-terra durante a manhã (UTC) de 21 de janeiro. O núcleo interno de Fanele entrou em colapso com a interação sobre os terrenos montanhosos do centro-sul de Madagascar e Fanele alcançou o Oceano Índico aberto apenas como uma desorganizada perturbação tropical.
Após deixar Madagascar durante as primeiras horas (UTC) de 22 de janeiro, o sistema voltou a se intensificar gradualmente assim que novas áreas de convecção começaram a se formar. Com isso, durante a manhã de 22 de janeiro, o CMRE de Reunião voltou a classificar o sistema para uma depressão tropical, e para uma tempestade tropical moderada horas depois. No entanto, a contínua interação com o cavado de médias latitudes causou o início da transição extratropical do sistema. Com isso, o JTWC emitiu seu aviso final sobre o sistema ao meio-dia (UTC) de 22 de janeiro, e o CMRE de Reunião desclassificou Fanele para um ciclone extratropical durante as primeiras horas (UTC) de 23 de janeiro.

## Preparativos e impactos
Fanele atingiu a costa oeste de Madagascar, perto da pequena cidade de Belo sur Mer, com ventos de até 165 km/h durante as primeiras horas de 21 de janeiro. Praticamente todo o centro-sul malgaxe estava sob alerta de ciclone tropical. No entanto, a província de Toliara ficou sob o aviso máximo. Cerca de 80% das residências da cidade de Morondava foram destruídas. O sistema de abastecimento da cidade ficou prejudicado, afetando toda a população. Várias pessoas tiveram que recorrer a abrigos de emergência. Pelo menos 3.000 ficaram desabrigadas somente na cidade. O distrito de Miandrivazo, cerca de 9.000 pessoas ficaram desalojadas ou desabrigadas. O ciclone afetou cerca de 40.400 pessoas na região. Uma pessoa morreu no distrito de Berororha e outras sete morreram no distrito de Ihorome. A região de Menabe, na província de Toliara, foi a mais afetada; cerca de 28.000 pessoas foram afetadas.